# Allarete vernalis
Allarete vernalis är en tvåvingeart som först beskrevs av Ephraim Porter Felt 1908.  Allarete vernalis ingår i släktet Allarete och familjen gallmyggor. Inga underarter finns listade i Catalogue of Life.